# شهدخوار دوطوقه میومبو
شهدخوار دوطوقه میومبو (نام علمی: Cinnyris manoensis) نام یک گونه از سرده ریزشهدخوارها است.